# Алтдеберн
Алтдеберн (њем. Altdöbern) општина је у њемачкој савезној држави Бранденбург. Једно је од 25 општинских средишта округа Обершпревалд-Лаузиц. Према процјени из 2010. у општини је живјело 2.835 становника. Посједује регионалну шифру (AGS) 12066008.

## Географија
Алтдеберн се налази у савезној држави Бранденбург у округу Обершпревалд-Лаузиц. Општина се налази на надморској висини од 87 метара. Површина општине износи 61,6 km².

## Становништво
У самом мјесту је, према процјени из 2010. године, живјело 2.835 становника. Просјечна густина становништва износи 46 становника/km².